# Philip Hammond
Philip Anthony Hammond, baron Hammond af Runnymede (født 4. december 1955 i Epping, Essex) er en britisk konservativ politiker. 

## Medlem af Underhuset
Philip Hammond har været medlem af Underhuset siden 1997. Han repræsenterer valgkredsen Runnymede and Weybridge, der ligger ved Themsen i Surrey. Kredsen blev oprettet i 1997.

## Transportminister
Fra maj 2010 til oktober 2011 var Philip Hammond transportminister i David Camerons regering .

## Forsvarsminister
I oktober 2011 gik den daværende forsvarsminister Liam Fox af, og Philip Hammond overtog posten. 

## Udenrigsminister
Den 15. juli 2014 gik den daværende udenrigsminister William Hague af, og Philip Hammond overtog posten.

## Finansminister
Den 13. juli 2016 stoppede George Osborne som Chancellor of the Exchequer (finansminister), og Philip Hammond overtog posten i Regeringen Theresa May.
I forbindelse med Boris Johnsons tiltræden som britisk premierminister fratrådte Phillip Hammond posten som Chancellor, der blev overtaget af Sajid Javid.